# 桜庭珠美
桜庭 珠美（さくらば たまみ、1974年12月11日 - ）は、青森県出身の元女子バスケットボール選手である。ポジションはガード。

## 来歴
弘前学院聖愛高校からジャパンエナジーに入社。全日本にも選ばれる。
2002年に一度現役を引退。JOMOバスケットボールクリニックで指導者として活躍するが、2004年、トヨタ自動車で現役復帰。
2006年に2度目の引退。

## 経歴
- 弘前学院聖愛高校 - ジャパンエナジー（1995年〜2002年） - トヨタ自動車（2004年〜2006年）

## 日本代表歴
- 1999アジア選手権

## 受賞歴
- 2001オールジャパンベスト5